# 1994-es magyar gyeplabdabajnokság
Az 1994-es magyar gyeplabdabajnokság a hatvannegyedik gyeplabdabajnokság volt. A bajnokságban hat csapat indult el, a csapatok három kört játszottak.
A Volán SC új neve Rosco HC lett.

## Tabella
| #  | Csapat              | M  | Gy | D | V  | G+ | G- | P  |
| -- | ------------------- | -- | -- | - | -- | -- | -- | -- |
| 1. | Rosco HC            | 15 | 13 | 1 | 1  | 66 | 11 | 27 |
| 2. | Építők HC           | 15 | 13 | 0 | 2  | 63 | 12 | 26 |
| 3. | Építők HC Junior    | 15 | 6  | 2 | 7  | 19 | 36 | 14 |
| 4. | Budai Pedagógus     | 15 | 4  | 2 | 9  | 17 | 38 | 10 |
| 5. | Tabán SE            | 15 | 3  | 4 | 8  | 13 | 47 | 10 |
| 6. | Budai Pedagógus II. | 15 | 0  | 3 | 12 | 11 | 45 | 3  |

* M: Mérkőzés Gy: Győzelem D: Döntetlen V: Vereség G+: Ütött gól G-: Kapott gól P: Pont